# Insegnami ad amare/Bastian contrario
Insegnami ad amare/Bastian contrario è il primo singolo da solista della cantante italiana Marina Occhiena, l'unico prima della fondazione dei Ricchi e Poveri, pubblicato dalla Ricordi (catalogo SRL 10-402) nel 1965. 

## Descrizione

### I brani
Mentre il primo brano è scritto interamente da Mario Quargnenti, il retro contiene Bastian contrario scritto da Paolo Mosca, Iller Pattacini e Gastone Tedeschi.
Entrambi i brani – arrangiati e orchestrati dallo stesso Pattacini – verranno inclusi, 55 anni dopo, nella raccolta Le origini - Discografia '64/'69 (On Sale Music, 64 OSM 132) disponibile in CD, download digitale e streaming.

### Il disco
Il singolo, pubblicato a nome "Marina", uscì dopo che la cantante aveva inciso il suo primissimo brano in assoluto – sempre usando il solo nome di battesimo –, intitolato A poco a poco, che fu inserito nell'EP di vari artisti I quattro finalisti del Concorso Voci Nuove (Ricordi, S-ERL 217) assieme ad altre tre tracce, interpretate da altri giovani della casa discografica: Gianni Di Cristina, Marcello Fattorini e Kicko Fusco.
Il 45 giri è raro e ricercato dai collezionisti.

## Tracce

### Lato A
1. Insegnami ad amare – 2:56 (Mario Quargnenti)

### Lato B
1. Bastian contrario – 2:04 (testo: Paolo Mosca – musica: Iller Pattacini, Gastone Tedeschi)

## Staff artistico
- Marina Occhiena – voce
- Iller Pattacini – direzione orchestrale

### Annotazioni
1. ↑  Non accreditato.
2. ↑  Con i Ricchi e Poveri.
3. ↑  Che avverrà 2 anni dopo.
4. ↑  Sempre a 45 giri.

### Fonti
1. 1 2   INSEGNAMI AD AMARE/BASTIAN CONTRARIO, su Discografia Nazionale della Musica Italiana, Istituto centrale per i beni sonori ed audiovisivi. URL consultato l'8 dicembre 2024.
2. ↑  (EN) Ricchi e Poveri – Le origini - Discografia '64/'69, su Discogs. URL consultato il 10 dicembre 2024.
3. ↑  (EN) Various – I Quattro Finalisti Del Concorso Voci Nuove, su Discogs. URL consultato il 10 dicembre 2024.